# Nombres premiers sexy
En mathématiques, un couple de nombres premiers sexy (ou nombres premiers sexys) est un couple de nombres premiers dont la différence est égale à 6 (autrement dit, un couple de la forme {\displaystyle (p,p+6)} où {\displaystyle p} et {\displaystyle p+6} sont des nombres premiers). C'est le cas, par exemple, des nombres 5 et 11. Certains de ces nombres premiers sont consécutifs ; par exemple, 23 et 29 sont premiers et il n'y a pas de nombre premier entre eux deux.
Le terme « sexy » est un jeu de mots fondé sur le mot latin pour « six » : sex.

## Groupements

### Couples
Les couples de nombres premiers sexy (suites  A023201 et  A046117 de l'OEIS, ou suite  A156274) inférieurs à 500 sont :
(5,11), (7,13), (11,17), (13,19), (17,23), (23,29), (31,37), (37,43), (41,47), (47,53), (53,59), (61,67), (67,73), (73,79), (83,89), (97,103), (101,107), (103,109), (107,113), (131,137), (151,157), (157,163), (167,173), (173,179), (191,197), (193,199), (223,229), (227,233), (233,239), (251,257), (257,263), (263,269), (271,277), (277,283), (307,313), (311,317), (331,337), (347,353), (353,359), (367,373), (373,379), (383,389), (433,439), (443,449), (457,463), (461,467)
En gras, les couples formés de premiers consécutifs, dont les premiers termes sont donnés par  A031924.
Les autres couples sont formés des valeurs extrêmes des triplets-premiers, soit du type {\displaystyle (p,p+2,p+6)} comme (5, 7, 11) ( A275515),  soit du type {\displaystyle (p,p+4,p+6)} comme (7, 11, 13) ( A275516).
On conjecture que chacune des trois familles est infinie (conjecture des constellations).
En novembre 2005, le plus grand couple de nombres premiers sexy connu est {\displaystyle (p,p+6)} pour
{\displaystyle p=(48011837012\times ((53238\times 7879\#)^{2}-1)+2310)\times 53238\times 7879\#/385+1}, où 7879# est une primorielle.
Il est composé de 10 154 chiffres et a été découvert par Torbjörn Alm, Micha Fleuren
et Jens Kruse Andersen.
En octobre 2019, le plus grand couple de nombres premiers sexy connu est {\displaystyle (p,p+6)} pour
{\displaystyle p=(520461\times 2^{55931}+1)\times (98569639289\times (520461\times 2^{55931}-1)^{2}-3)-1}
Il a été découvert par P. Kaiser et est composé de 50 539 chiffres.

### Triplets
Comme les nombres premiers cousins, les nombres premiers sexy peuvent être étendus à des suites finies plus longues.
Les triplets de nombres premiers sexys sont les triplets de nombres premiers de la forme {\displaystyle (p,p+6,p+12)} tels que {\displaystyle p+18} est composé (non premier). Les triplets inférieurs à 1 000 (suites  A046118,  A046119 et  A046120 de l'OEIS) sont :
(7,13,19), (17,23,29), (31,37,43), (47,53,59), (67,73,79), (97,103,109), (101,107,113), (151,157,163), (167,173,179), (227,233,239), (257,263,269), (271,277,283), (347,353,359), (367,373,379), (557,563,569), (587,593,599), (607,613,619), (647,653,659), (727,733,739), (941,947,953), (971,977,983)
En décembre 2019, le plus grand triplet de nombres premiers sexy connu (qui s'écrivent avec 10602 chiffres), découvert par Gerd Lamprecht et Norman Luhn, est {\displaystyle (p,p+6,p+12)} pour :
p = 2683143625525x235176+1.

### Quadruplets
De façon similaire, on peut définir des quadruplets de nombres premiers sexys {\displaystyle (p,p+6,p+12,p+18)}. À l'exception du quadruplet (5, 11, 17, 23), l'écriture décimale de {\displaystyle p} finit forcément par 1. Les quadruplets inférieurs à 1 000 (suites  A046121,  A046122,  A046123 et  A046124 de l'OEIS) sont :
(5,11,17,23), (11,17,23,29), (41,47,53,59), (61,67,73,79), (251,257,263,269), (601,607,613,619), (641,647,653,659).
En octobre 2019 Gerd Lamprecht et Norman Luhn ont découvert un quadruplet dont les termes possèdent 3025 chiffres avec :
p = 121152729080 × 7019#/1729 + 1, où 7019# est une primorielle.

### Quintuplet
Comme dans une progression arithmétique de raison 6, un terme sur 5 est divisible par 5, le seul quintuplet de nombres premiers sexy existant est (5, 11, 17, 23, 29), et il n'est pas possible de trouver une séquence plus longue (sextuplet, etc.).